# 舒格洛夫村 (加利福尼亞州)
舒格洛夫村（英語：Sugarloaf Village）是位於美國加利福尼亞州圖萊里縣的一個人口普查指定地區。

## 地理
舒格洛夫村的座標為35°49′37″N 118°38′08″W / 35.82694°N 118.63556°W，而該地最高點為海拔高度1576米（即5171英尺）。

## 人口
根據2010年美國人口普查的數據，舒格洛夫村的面積為0.174平方千米，當中陸地面積為0.174平方千米，而水域面積為0.000平方千米。當地共有人口10人，而人口密度為每平方千米57人。